# Otto Schubert

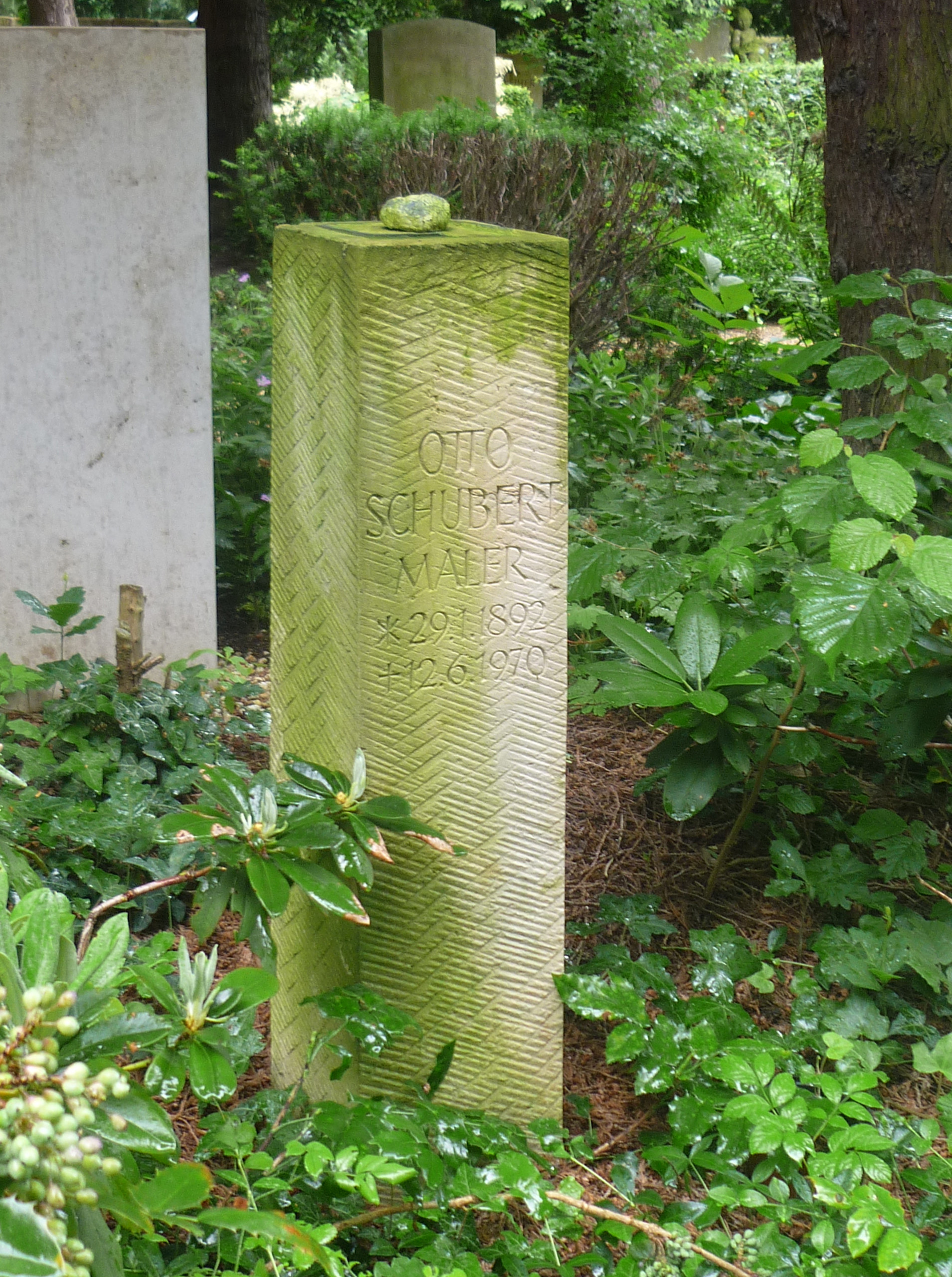
Hrob umělce na hřbitově v Drážďanech, Loschwitz

Otto Schubert (29. ledna 1892 – 12. června 1970) byl německý malíř a grafik. V roce 1937 byla jeho díla spolu s mnoha dalšími vystavena na výstavě Entartete Kunst v Mnichově. V letech 1906–1909 studoval na drážďanské Kunstgewerbeschule a od roku 1909 do roku 1913 působil jako jevištní malíř u dvorního divadla v Drážďanech.

## Život a dílo
Od roku 1913 do roku 1914 absolvoval v rámci studia u Emanuela Hegenbartha na Drážďanské akademii umění grafická studia. Od roku 1914 do roku 1917 byl povinen sloužit ve válce. V letech 1917 až 1918 byl studentem Otty Gussmanna a Otty Hettnera a získal Velkou státní cenu. V roce 1919 založili společně s Ottou Dixem, Conradem Felixmüllerem a dalšími drážďanskou secesní skupinu Dresdner Sezession Gruppe 1919. Objevil jej Julius Meier-Graef a přijal ho do společnosti Marées-Gesellschaft, která od roku 1918 vydávala knihy s jeho ilustracemi. Přežilo jen několik málo jeho grafik, protože tiskové bloky a desky byly zničeny ve druhé světové válce. Schubert měl svou první významnou výstavu v roce 1922 v Galerii Alfred Flechtheim v Berlíně. Od roku 1945 pracoval na volné noze v Drážďanech.

## Ilustrace
- Shakespeare Visionen. Eine Huldigung deutscher Künstler. Marées-Gesellschaft, Mnichov 1918.
- Otto Schubert: Bilderbuch für Tyll und Nele. Marées-Gesellschaft, Mnichov 1920.
- Carl Hauptmann: Die lilienweiße Stute. Rudolf Kaemmerer Verlag, Drážďany 1920.
- Ganymed. Blätter der Marees-Gesellschaft. Marées-Gesellschaft, Mnichov 1920.
- Johann Wolfgang von Goethe: Reinecke Fuchs. Marées-Gesellschaft, Mnichov 1921.
- Karl Linke: Die Nibelungen neu erzählt. Deutscher Verlag für Jugend und Volk, Vídeň 1924.